# Чоглокова, Вера Николаевна
Графиня Вера Николаевна Чоглокова (12 (23) октября 1752 — 14 (25) января 1800) — фрейлина двора, младшая сестра авантюриста Н. Н. Чоглокова и фрейлины Екатерины Чоглоковой; была первым увлечением великого князя Павла Петровича.

## Биография
Из дворян; дочь камергера Николая Наумовича Чоглокова (1718—1754) от его брака с графиней Марией Симоновной Гендриковой (1723—1756), троюродной племянницей императрицы Елизаветы Петровны. Оставшись круглой сиротой, по воле императрицы в июле 1756 года была взята в Петергоф во дворец вместе со своей старшей сестрой Софьей (1750—1775), и получила воспитание при дворе. 
Впоследствии, став фрейлиной двора, 14-летняя Вера Николаевна Чоглокова стала объектом внимания со стороны 12-летнего великого князя Павла Петровича, будущего императора Всероссийского Павла I. Весь двор знал и говорил об этом «романе». Императрице их отношения очень не нравились и, пока дело не зашло слишком далеко, она решила спешно выдать замуж юную фрейлину, тем самым отлучив её от двора (фрейлинами могли быть только незамужние девушки).
В начале 1769 года Вера Чоглокова без особого желания стала женой графа Антона Сергеевича (Людвига Антона) Миниха (1748—1810), внука генерала-фельдмаршала. Миних служил в лейб-гвардии Конном полку и вышел в отставку в 1800 году в чине гвардии ротмистра. 
Жил с женой в основном в Петербурге.
Вера Николаевна Миних умерла 14 января 1800 года в городе Санкт-Петербурге от чахотки и была похоронена в Александро-Невской лавре. 
В браке имела сына — Александра (01.11.1771—1841; подполковника) и четырех дочерей  —  Марию (05.10.1769— ?; воспитывалась в Смольном институте (1788), замужем за бароном Карлом Павловичем Розен), Екатерину (воспитывалась в Смольном институте (1788), замужем за графом д’Оллонвиль); Елизавету (1772— ?; замужем за  генерал-лейтенантом Михаилом Дмитриевичем Хрущевым) и Наталью (13.02.1775— ?), замужем за генерал-лейтенантом графом И. И. Морковым.